# Смардзовиці
Смардзовиці (пол. Smardzowice) — село в Польщі, у гміні Скала Краківського повіту Малопольського воєводства.
Населення — 586 осіб (2011).

## Демографія
Демографічна структура станом на 31 березня 2011 року:
|          | Загалом | Допрацездатний вік | Працездатний вік | Постпрацездатний вік |
| -------- | ------- | ------------------ | ---------------- | -------------------- |
| Чоловіки | 285     | 60                 | 194              | 31                   |
| Жінки    | 301     | 68                 | 167              | 66                   |
| Разом    | 586     | 128                | 361              | 97                   |